# アメリカン・イディオット
アメリカン・イディオット(American Idiot)は、アメリカ合衆国のパンクバンド、グリーン・デイ（Green Day）の7作目のスタジオ・アルバムである。全14曲所収（アメリカ本国では13曲）。

## 概要
テーマは「反戦」。アルバム製作中に起こったイラク戦争に対するメンバーの激怒がロックという形で表現されている。本来は、全く別のコンセプトで作られる予定（シガレット・アンド・ヴァレンタインというタイトルであったとされる）であったが、マスターテープの盗難に遭った。しかし、それらは再録せず一から作り直している。全米（Billboard 200など）・全英（UK Albums Chartなど）、ともに1位を獲得。また、全米で6xプラチナム（600万枚）、全英で7xプラチナム（210万枚）を獲得するなど、大きな売上をあげた。
『ウォーニング』以来4年ぶりとなる、バンド史上最長のインターバルを挟んで発表され、グリーン・デイの第二章の始まりを告げるアルバムとされる。短い曲を繋ぎ合わせた組曲形式の楽曲が2曲収録され、グリーン・デイの新境地を開いたアルバム。ローリング・ストーンの今作のレヴューが「Tell the truth: did anybody think Green Day would still be around in 2004?:正直に言うと、一体誰が2004年までグリーン・デイが生き残っていると想像しただろうか？」（この年は、1994年に発表したメジャーデビュー・アルバム『ドゥーキー』から10年目にあたる年である）という一文で始まっているように、今作を発表する以前のグリーン・デイに対する音楽関係者の評価は、グラミー賞は獲得したもののそれほど高くなかった。しかし今作は、アルバム全体がひとつのコンセプトを帯びて制作されている「パンクオペラ」として、今まで批判的だった人達を脱帽させる形となった。2005年には、グラミー賞 最優秀ロック・アルバム賞を受賞している。
また、2006年にはアルバムからの2ndシングル「ブールヴァード・オブ・ブロークン・ドリームス」でパンク史上初のグラミー賞の最高賞「最優秀レコード賞」を輩出した。
『ローリング・ストーン誌が選ぶオールタイム・ベストアルバム500』に於いて、225位にランクイン。また、『ローリング・ストーン誌が選ぶ 2000s・ベストアルバム』では、22位にランクイン。
2024年には、発売20周年を記念したコンピレーション・アルバム「アメリカン・イディオット:20周年記念デラックス・エディション」が発売された。

## コンセプト
夢を見て故郷を飛び出した主人公、ジーザス・オブ・サバービア（Jesus of Suburbia）と彼のもうひとつの人格、セイント・ジミー（St.Jimmy）との葛藤の日々を描く。アルバムの大部分の作詞を手がけたバンドのボーカリスト、ビリー・ジョー・アームストロングは、本作のコンセプトについて"自己破滅するのか、自分の倫理を選ぶのか、その選択"と述べている。

## パンクオペラ
収録曲「ジーザス・オブ・サバービア」「ホームカミング」は複数の曲を繋げて構成される形式の組曲となっており、これらは「パンクオペラ」と称されることがある。本作収録の2曲は、それぞれ5部の構成を持った組曲となっている。

## 収録曲
作詞はビリー・ジョー・アームストロング、作曲はグリーン・デイ。ただし、組曲、ホームカミングのうち、"Nobody Likes You"はマイク・ダーント作詞、"Rock and Roll Girlfriend"はトレ・クール作詞。
1. アメリカン・イディオット - "American Idiot" - 2:54
2. ジーザス・オブ・サバービア - "Jesus of Suburbia" - 9:08
Ⅰ. Jesus of Suburbia
Ⅱ. City of the Damned
Ⅲ. I Don't Care
Ⅳ. Dearly Beloved
Ⅴ. Tales of Another Broken Home
3. ホリデイ - "Holiday" - 3:52
4. ブールヴァード・オブ・ブロークン・ドリームス - "Boulevard of Broken Dreams" - 4:20
5. アー・ウィー・ザ・ウェイティング - "Are We the Waiting" - 2:42
6. セイント・ジミー - "St. Jimmy" - 2:55
7. ギヴ・ミー・ノバカイン - "Give Me Novacaine" - 3:25
8. シーズ・ア・レベル - "She's a Rebel" - 2:00
9. エクストラオーディナリー・ガール - "Extraordinary Girl" - 3:33
10. レター・ボム - "Letter Bomb" - 4:06
11. ウェイク・ミー・アップ・ホウェン・セプテンバー・エンズ - "Wake Me Up When September Ends" -4:45
12. ホームカミング - "Homecoming" - 9:18
Ⅰ. The Death of St. Jimmy
Ⅱ. East 12th St.
Ⅲ. Nobody Likes You （ベーシストのマイク・ダーントがボーカルをとっている）
Ⅳ. Rock and Roll Girlfriend （ドラムスのトレ・クールがボーカルをとっている）
Ⅴ. We're Coming Home Again
13. ワッツァーネイム - "Whatsername" - 4:12
14. フェイヴァリット・サン - "Favorite Son" - 2:13 ※日本盤ボーナス・トラック

### シングル・カット
- アメリカン・イディオット（2004年9月14日リリース）
- ブールヴァード・オブ・ブロークン・ドリームス（2004年11月29日リリース） - グラミー賞最優秀レコード賞受賞
- ホリデイ（2005年3月28日リリース）
- ウェイク・ミー・アップ・ホウェン・セプテンバー・エンズ（2005年7月13日リリース）
- ジーザス・オブ・サバービア（2005年10月25日リリース）

## 担当
- ビリー・ジョー・アームストロング - ボーカル、ギター
- マイク・ダーント - ベース、ボーカル、コーラス
- トレ・クール - ドラム、パーカッション、ボーカル、コーラス
- ロブ・カヴァロ - ピアノ、プロデュース（グリーンデイと連名）
- ジェイソン・フリース - サックス
- キャスリーン・ハンナ - ゲストボーカル
- クリス・ロード・アルジェ - ミックス

## ミュージカル
2009年9月に、本作の楽曲を中心とするミュージカル『アメリカン・イディオット』が公開された。本作からの楽曲のほか、次作21世紀のブレイクダウンからの楽曲などが使用されている。2010年4月には、ニューヨークの有名劇場街、ブロードウェイに進出した。また、同時にミュージカルのサウンドトラック「アメリカン・イディオット（ブロードウェイ・ミュージカル・キャスト・ヴァージョン）(American Idiot: The Original Broadway Cast Recording)」も発売された（日本盤は6月発売）。
2011年2月、第53回グラミー賞にて上記のアルバムで「最優秀ミュージカル・ショー・アルバム賞(Best Musical Show Album)」を受賞した。